# Heilig Hartbeeld (Amsterdam)
Het Heilig Hartbeeld is een standbeeld in de Nederlandse plaats Amsterdam.

## Achtergrond
Het Heilig Hartbeeld werd gemaakt door beeldhouwer Johannes Petrus Maas en geplaatst op de Begijnhof. De plaatsing van het beeld markeerde de oprichting van een Intronisatievereniging die, met toestemming vanuit Bisdom Haarlem, de Heilig Hartverering in Amsterdam wilde bevorderen. Bij de onthulling op 11 juni 1920 werd een brief van bisschop Augustinus Callier voorgelezen. Monseigneur A. Bosman, deken van Amsterdam, verrichtte de intronisatie.

## Beschrijving
Het beeld toont een sterke symmetrie. De stenen Christusfiguur, in gedrapeerd gewaad, wijst met beide handen naar het vlammend hart op zijn borst. Achter zijn hoofd draagt hij een kruisnimbus.